# Wasilij Szauro
Wasilij Filimonowicz Szauro (ros. Василий Филимонович Шауро, ur. 6 listopada 1912 we wsi Haradczewiczy w guberni witebskiej, zm. 13 kwietnia 2007 w Moskwie) – radziecki polityk, przewodniczący Rady Najwyższej Białoruskiej SRR (1963-1965), kierownik Wydziału Kultury KC KPZR (1965-1986), zastępca członka KC KPZR (1966-1986).
1930-1936 był nauczycielem, 1936 zaocznie ukończył Mohylewski Instytut Pedagogiczny, 1936-1937 w Armii Czerwonej, 1937-1940 kierownik działu kształcenia i dyrektor szkoły średniej w obwodzie witebskim. Od 1940 w WKP(b), 1940-1942 słuchacz Wyższej Szkoły Partyjnej przy KC WKP(b), 1942-1947 w KC WKP(b), 1947-1948 kierownik Wydziału Propagandy Zarządu Propagandy i Agitacji KC Komunistycznej Partii (bolszewików) Białorusi. Od 1948 do sierpnia 1956 sekretarz Komitetu Obwodowego KP(b)B/KPB, a od sierpnia 1956 do lutego 1960 I sekretarz Komitetu Obwodowego KPB w Mińsku, od 19 lutego 1960 do 24 grudnia 1965 sekretarz KC KPB. Od 28 marca 1963 do 22 grudnia 1965 przewodniczący Rady Najwyższej Białoruskiej SRR, od listopada 1965 do 1986 kierownik Wydziału Kultury KC KPZR, od 8 kwietnia 1966 do 25 lutego 1986 zastępca członka KC KPZR, następnie na emeryturze. Deputowany do Rady Najwyższej ZSRR od 5 do 11 kadencji.